# Міннегага (Вашингтон)
Міннегага (англ. Minnehaha) — переписна місцевість (CDP) в США, в окрузі Кларк штату Вашингтон. Населення — 11 871 особа (2020).

## Географія
Міннегага розташована за координатами 45°39′24″ пн. ш. 122°37′5″ зх. д. / 45.65667° пн. ш. 122.61806° зх. д. (45.656548, -122.618003).  За даними Бюро перепису населення США в 2010 році переписна місцевість мала площу 5,77 км², з яких 5,75 км² — суходіл та 0,02 км² — водойми.

## Демографія
Згідно з переписом 2010 року, у переписній місцевості мешкала 9771 особа в 3604 домогосподарствах у складі 2523 родин. Густота населення становила 1693 особи/км².  Було 3841 помешкання (666/км²).
Расовий склад населення:
| - 83,8 % — білих - 5,0 % — азіатів - 2,9 % — чорних або афроамериканців - 0,7 % — корінних американців - 0,6 % — вихідців з тихоокеанських островів - 3,3 % — осіб інших рас |

До двох чи більше рас належало 3,7 %. Частка іспаномовних становила 7,9 % від усіх жителів.
За віковим діапазоном населення розподілялося таким чином: 25,2 % — особи молодші 18 років, 63,7 % — особи у віці 18—64 років, 11,1 % — особи у віці 65 років та старші. Медіана віку мешканця становила 36,0 року. На 100 осіб жіночої статі у переписній місцевості припадало 97,7 чоловіків;  на 100 жінок у віці від 18 років та старших — 97,3 чоловіків також старших 18 років.
Середній дохід на одне домашнє господарство  становив 67 185 доларів США (медіана — 60 236), а середній дохід на одну сім'ю — 76 511 долар (медіана — 73 631). Медіана доходів становила 50 803 долари для чоловіків та 35 315 доларів для жінок. За межею бідності перебувало 8,7 % осіб, у тому числі 10,4 % дітей у віці до 18 років та 10,6 % осіб у віці 65 років та старших.
Цивільне працевлаштоване населення становило 4516 осіб. Основні галузі зайнятості: освіта, охорона здоров'я та соціальна допомога — 17,9 %, виробництво — 17,2 %, роздрібна торгівля — 11,8 %, науковці, спеціалісти, менеджери — 9,8 %.